# ESPN3
ESPN3 conocido antes como ESPN360.com y ESPN3.com es un servicio de streaming de programas deportivos de la cadena ESPN para clientes de Estados Unidos. La red está disponible para personas que reciben conexión a Internet de alta velocidad o suscripción de televisión por cable. Desde 2008, ESPN3 también se ofrece a estudiantes universitarios de Estados Unidos y el personal militar en Estados Unidos.
ESPN3.com transmite entre otros torneos el fútbol americano universitario, baloncesto universitario de la NCAA, la NBA, Copas Mundiales de la FIFA, clasificación al mundial, la Premier League, la Serie A de Italia, la Liga de España y otras grandes ligas del fútbol internacional, los cuatro "Grand Slam" eventos de tenis, campeonatos de golf, el rugby mundial, la Major League Lacrosse y los nacionales de Ultimate Frisbee. Unos transmitidos por ESPN ESPN2 y otros exclusivos de ESPN3.
ESPN3 cuenta con eventos importantes, estadísticas, chat, Facebook y la posibilidad de ver varios juegos al mismo tiempo. 
En  noviembre de 2010, ESPN3 se lanzó en Xbox Live. Este servicio permite a los miembros de Xbox Live Gold acceder a eventos deportivos en vivo de ESPN3 sin costo adicional.

## Disponibilidad
En los Estados Unidos, la red está disponible para individuos que reciben su conexión a Internet de alta velocidad o de suscripción de televisión por cable de un proveedor de servicios afiliados. Desde 2008, ESPN3 también ha estado disponible para los aproximadamente 21 millones de estudiantes universitarios de Estados Unidos y el personal militar en Estados Unidos a través de ordenadores con la universidad/universidad (.edu) y el Ejército de Estados Unidos (.mil direcciones IP). ESPN3 solo está disponible para los proveedores de Internet que pagan cuotas a ESPN. ESPN3 no se realiza por los proveedores de cable y satélite tradicionales, ya que no es un solo canal, pero las corrientes múltiples eventos en vivo al mismo tiempo; Sin embargo, ESPN incluye un listado para un canal lineal "ESPN3" (que sólo incluye un evento a la vez) en los listados de televisión en su sitio web. Como parte del acuerdo de distribución de gran alcance que DirecTV y The Walt Disney Company anunció, ESPN3 se puso a disposición de los clientes de DirecTV a principios de 2015.